# Агент Гамілтон: В інтересах нації
«Агент Гамілтон: В інтересах нації» (швед. Hamilton – I nationens intresse) — шведська шпигунська стрічка 2012 року данської режисерки Катріни Віндфелд.

## Сюжет
Агент Гамільтон, виконуючи секретну операцію, стає свідком вбивства 14 людей під час контрабанди високотехнологічної зброї. Американська компанія на чолі з Робом Гартом готує замах на ефіопського політика, який живе в Сомалі. Кілька співробітників були заарештовані. Сара Ландгаг погоджується на пропозицію найняти спеціалізовану компанію для спостереження за міжнародним інцидентом з боку Швеції на чолі з Карлом Гамільтоном. Тим часом агент випадково вбиває Марію Сольську. Гамільтон прибирає сліди. Поліція починає розслідування.
Гамільтон летить спочатку в Бейрут, а потім в Сомалі, де він випускає арештантів Лагербека та Лі, які пропонують інформацію про його колишню компанію. Лі надає всю секретну інформацію шведській секретній службі. Тим часом штучно створюється ситуація для початку війни між Сомалі та Ефіопією.
У прем'єр-міністра Швеції виникають підозри щодо свого особистого радника. За планом злочинців під час зустрічі президента Ефіопії та Сари Ландгаг буде підірваний лімузин таким чином, щоб вся підозра впала на Лі. Гамільтону вдається проникнути в номер та вбити Гарта. Радника Томаса Тідемана заарештовують.
У себе вдома Гамільтон зустрічається з поліцейським, який займається розслідуванням вбивства Сольської. Офіцер розуміє, що підозрюваний — секретний агент і повертає фотографію Марії.

## У ролях
| Актор             | Роль                        |
| ----------------- | --------------------------- |
| Мікаель Парбрандт | Карл Гамільтон              |
| Пернілла Аугуст   | Сара Ландгаг                |
| Давид Денсік      | віце-прем'єр-міністр Швеції |
| Джейсон Флемінг   | Роб Гарт                    |
| Себа Мубарак      | Моуна аль Фатар             |
| Леннарт Юльстрем  | Ден                         |
| Петер Андерссон   | командир МАСТ               |
| Рей Фірон         | Бенжамін Лі                 |
| Густаф Гаммарстен | Мартін Лагербек             |
| Лео Ґреґорі       | Міллер                      |
| Лів Мєнес         | Йоганна Рунестам            |
| Фанні Рісберг     | Марія Солська               |
| Кевін Мак-Неллі   | Гарольд Сміт                |

## Створення фільму

### Виробництво
Більша частина зйомок проходила в Йорданії, зокрема й тієї частини фільму, в якій події розгортались у Сомалі та Еритреї. Під час зйомок у Йорданії було залучено близько 80 місцевих помічників.

### Знімальна група
- Кінорежисер — Катріне Віндфелд
- Сценарист — Ганс Гуннарссон, Стефан Яворскі, Стефан Тунберг
- Кінопродюсер — Ян Марнелл
- Композитор — Філіпп Боікс-Вівес, Йон Екстранд
- Кінооператор — Йонас Аларік
- Кіномонтаж — Софія Ліндгрен
- Художник-постановник — Марія Гоорд, Герт Вібе
- Артдиректор — Марія Гоорд, Герт Вібе
- Художник-декоратор — Нессер Зоубі
- Художник-костюмер — Марія Фелдін, Чарльз Королі
- Підбір акторів — Лара Аталла, Алекс Йогнсон, Туссе Ланде, Малоу Шультцберг[4]

## Сприйняття

### Критика
Фільм отримав змішані відгуки. На сайті Rotten Tomatoes оцінка стрічки становить 47 % від глядачів із середньою оцінкою 3,1/5 (185 голосів). Фільму зарахований «розсипаний попкорн» від глядачів, Internet Movie Database — 6,3/10 (7 540 голосів).

### Номінації та нагороди
| Нагороди та номінації фільму «Агент Гамілтон: В інтересах нації» | Нагороди та номінації фільму «Агент Гамілтон: В інтересах нації» | Нагороди та номінації фільму «Агент Гамілтон: В інтересах нації» | Нагороди та номінації фільму «Агент Гамілтон: В інтересах нації» | Нагороди та номінації фільму «Агент Гамілтон: В інтересах нації» | Нагороди та номінації фільму «Агент Гамілтон: В інтересах нації» |
| Рік                                                              | Кінофестиваль/кінопремія                                         | Категорія/нагорода                                               | Номінант                                                         | Результат                                                        |                                                                  |
| ---------------------------------------------------------------- | ---------------------------------------------------------------- | ---------------------------------------------------------------- | ---------------------------------------------------------------- | ---------------------------------------------------------------- | ---------------------------------------------------------------- |
| 2013                                                             | «Золотий жук»                                                    | Найкращі візуальні ефекти                                        | Тор-Бйорн Олссон                                                 | Перемога                                                         |                                                                  |